# Судаков, Павел Ильич
Павел Ильич Судаков (1878-1950, Москва) — советский партийный и государственный деятель, участник революционного движения, революционер.

## Биография
Член РСДРП с 1897 года. В 1899—1905 и 1911—1913 годах работал слесарем на заводе Акционерного общества «Крейтон и Ко» в Санкт-Петербурге.
Активный участник революционного движения и революции 1905—1907 годов в России.
В 1912 году был избран в уполномоченные по выборам в IV Государственную думу, перешёл к меньшевикам, за что был заклеймён В. И. Лениным в письме «О политической бесхарактерности (Письмо в редакцию)».
В 1914 году порвал с меньшевиками, вернулся к большевикам.
После Октябрьской социалистической революции работал председателем чрезвычайной комиссии по снабжению Красной Армии, председателем Совнархоза Северного района. В 1921—1922 годах — председатель Петроградского совета народного хозяйства (Петросовнархоза).
В 1921—1925 годах — председатель Главметалла ВСНХ, член Президиума ВСНХ.
Позже занимал административно-хозяйственные должности в Военно-промышленном управлении и Госплане РСФСР. Был председателем правления «Югосталь» (УССР).
Кандидат в члены ЦК КП (б) Украины в декабре 1925 — ноябре 1927 годов.
С 1931 года — член Коллегии Народного комиссариата рабоче-крестьянской инспекции РСФСР.
С 1937 года — на пенсии.
Похоронен на Новодевичье кладбище в Москве.